# نصف الكرة الأرضية

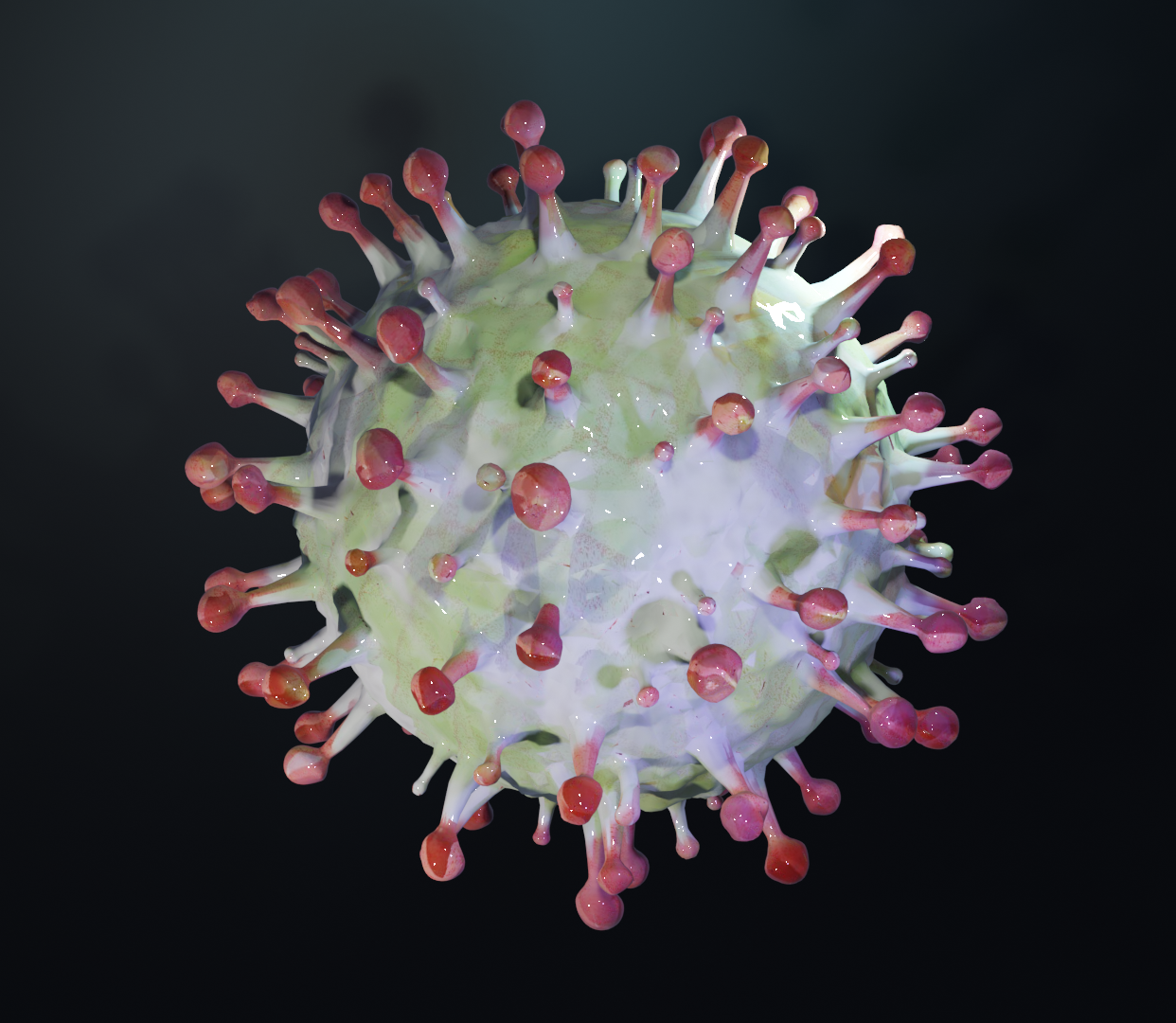

إن نصف الكرة الأرضية، عبارة عن مجال شبه منحرف تعمل فيه عمليات اللافتة في مجموعة البيئات المترابطة. صاغ هذا المفهوم يوري لوتمان في عام 1984 ويتم تطبيقه الآن على العديد من المجالات، بما في ذلك السيميائية الثقافية بشكل عام، والحيويات الحيوية، والحيوانية، والحيوانية، وما إلى ذلك. يتم التعامل مع المفهوم بشكل أكمل في مجموعة كتابات لوتمان المنشورة باللغة الإنجليزية تحت عنوان «عالم العقل: نظرية الثقافة السيميائية» (1990)

## نقاش
يوري لوتمان، وعلم الاشارات في جامعة تارتو، استونيا، كانت مستوحاة من فلاديمير فردانسكي الصورة حيث المحيط الحيوي ومجال نو اقتراح أن نصف الكرة الارضية يأتي إلى حيز الوجود عند أي اثنين البيئات والتواصل. [بحاجة لتوضيح] وقت لاحق، اقترح جيسبر هوفماير تباينًا في التأثير على أن مجتمع الكائنات الحية التي تحتل نصف الكرة الأرضية سوف يسكن «مكانة سيميائية». هذا يعني أن شبه الكرة الأرضية قد تكون مستقلة جزئيًا عن البيئات. يقول كاليفي كولأن هذا الاقتراح لا يتفق مع طبيعة التحلل التي يمكن أن تكون فقط نتاجًا لسلوك الكائنات الحية في البيئة. إن الكائنات الحية هي التي تخلق العلامات التي تصبح الأجزاء المكونة لشبه الغلاف الجوي. هذا ليس تكيفًا مع البيئة الحالية، ولكنه خلق مستمر لبيئة جديدة. يعتقد كول أنه من الممكن فقط قبول وجهة نظر هوفماير كتقريب لمفهوم المكان البيئي كما هو مستخدم تقليديًا في علم الأحياء، بحيث يتطور المجتمع وفقًا للفهم السيميائي للعمليات المسؤولة عن بناء المحيط.